# 安德伍德-彼得斯維爾 (阿拉巴馬州)
安德伍德-彼得斯維爾（英語：Underwood-Petersville）是一個位於美國阿拉巴馬州勞德代爾縣的非建制地區和人口普查指定地區。根據2010年美國人口普查，該地人口為3247人，而該地的面積約為15平方千米。

## 地理
安德伍德-彼得斯維爾的座標為34°52′20″N 87°41′33″W / 34.87222°N 87.69250°W，而該地最高點為海拔高度167米（即548英尺）。